# Сунгари
Сунгари или Сунгхуа (кин: Sōnghūa jiāng, рус. Сунгари) је река у североисточној Кини, највећа притока реке Амур. Дугачка је око 1.927 km. Пловна је на дужини од преко 1.000 km. Површина басена износи око 549.077 km². Улива се у Амур код града Донђијанг. На реци се налази брана која служи за производњу хидроелектричне енергије. Хидроелектрана је капацитета 255.140 kW. Највећа притока реке Сунгари је река Нен. Сунгари се замрзава у новембру и остаје замрзнута све до марта. Највећи ниво воде река достиже у току пролећа када се топи снег са околних планина. Пловна је до града Харбина за бродове средње величине. Мањи бродови могу да плове реком до града Јилин. Пошто протиче кроз Манџуријску низију река врло често меандрира. Најважнија пристаништа на реци су: Јунгки и Пинкјанг.
Река дренира 557,180 km2 (215,128 sq mi) земље и има годишњи проток од 76,2 km3/a (2.410 m3/s) до 81,77 km3/a (2.591 m3/s).
Екстремна равност Североисточне кинеске равнице, је током времена изазвала вијугање реке, испуњавајући широку равницу језерима, као остацима претходних токова реке.

## Историја
У новембру 2005. река је контаминирана бензеном, што је довело до прекида водоснабдевања Харбина. Изливање се протегло на 80 km (50 mi) и на крају је стигло до реке Амур (Хеилонг) на граници Кине и Русије. Поплаве су 28. јула 2010. однеле неколико хиљада буради из две хемијске фабрике у кинеском граду Ђилин. Нека од њих су садржала 170 kg (370 lb) експлозивног материјала попут триметилсилил хлорида и хексаметилдисилоксана. Године 2016, део у близини града Ђилина захваћен је мањом поплавом.

## Географија
Сунгари извире јужно од Рајског језера, близу границе Кине и Северне Кореје.
Одатле тече на север, где њен ток пресецају хидроелектране Бајшан, Хонгши и Фенгман. Брана Фенгман формира језеро које се протеже на 62 km (39 mi). Испод бране, Друга Сунгари тече на север кроз Ђилин, а затим на северозапад док јој се не придружи њена највећа притока, река Нен, близу Дана, да би створила праву Сунгари.
Сунгари скреће на исток кроз Харбин, а после града јој се са југа придружује река Аши, а затим река Хулан са севера.
Нова брана је изграђена 2007. у близини Бајана (50 km североисточно од Харбина), стварајући резервоар Дадингшан, који је добио име по сликовитом подручју на јужној обали.
Река тече даље кроз Ђамуси и јужно од ланца Малог Сингана, да би се на крају спојила са Амуром у Тонгђангу, Хејлонгђанг.
Река се смрзава од краја новембра до марта. Највеће протоке има када се планински снег топи током пролећног отапања. Река је пловна до Харбина бродовима средње величине. Мањи бродови могу пловити Сунгаријем до Ђилинаа и реком Нен до Ћићихара.
Градови дуж реке укључују: Ђилин, Харбин, и Ђамуси.

## Екологија
Дана 13. новембра 2005. године у кинеској провинцији Јилин хемијске фабрике су у реку испустиле велике количине бензена. Претпоставља се да је у реку испуштено око 100 тона хемијских материја. Отровна једињења су се Сунгаријем пренела у реку Амур, што је изазвало помор рибе све до Охотског мора. Због ове катастрофе Русија је поднела тужбу против Кине.